# Mini Mansions
I Mini Mansions sono un gruppo musicale statunitense fondato da Zach Dawes, Tyler Parkford e dal bassista dei Queens of the Stone Age Michael Shuman nel 2009.

## Storia del gruppo
La band si è formata nel 2009 dopo la decisione dei Queens of the Stone Age di prendere una pausa con l'album Era Vulgaris, da un'idea del bassista Michael Shuman.
Il loro primo EP, omonimo, viene pubblicato nel 2009. L'album di debutto, anch'esso omonimo, vede la luce nell'anno successivo.
Nel 2015 esce il loro secondo album The Great Pretenders con il singolo Vertigo, in collaborazione con Alex Turner.
Il terzo album, Guy Walks into a Bar..., viene promosso nel 2019, tra l'altro, aprendo alcune date europee per i Muse.

## Formazione
- Michael Shuman – voce, chitarra (2009-presente)
- Zach Dawes – basso (2009-presente)
- Tyler Parkford – tastiera, voce (2009-presente)
- Jon Theodore – batteria (2019-presente)

## Discografia

### Album in studio
- 2010 – Mini Mansions
- 2015 – The Great Pretenders
- 2019 – Guy Walks into a Bar...

### Raccolte
- 2018 – Flashbacks: A Collection of B-Sides from The Great Pretenders

### EP
- 2012 – ...Besides...
- 2018 – Works Every Time

### Singoli
- 2010 – Monk
- 2014 – Death Is a Girl
- 2014 – Any Emotions
- 2015 – Freakout!
- 2015 – Vertigo
- 2018 – Works Every Time
- 2018 – Midnight in Tokyo
- 2019 – GummyBear
- 2019 – Bad Things (That Make You Feel Good)
- 2019 – I'm in Love